# Gegenbischof
Ein Gegenbischof ist ein Bischof, der im Heiligen Römischen Reich aus machtpolitischen Gründen einem anderen Bischof desselben Bistums gegenüberstand.

## Übliche Bischofswahlen im Heiligen Römischen Reich
Wenn der vorausgehende Bischof eines Bistums verstorben war, trat das Domkapitel zusammen, um einen neuen Bischof zu erwählen. Fiel die Wahl einstimmig aus, erhielt der neu gewählte Bischof (Elekt) die Bischofsweihe und wurde vom Papst bestätigt. Als weltlicher Herrscher benötigte er zudem die Bestätigung des Königs.
Die Ernennung zum Bischof war nicht nur die Einsetzung in ein Amt, was in einem Hochstift eine enorme weltliche Macht bedeutete, sondern auch die Erhebung zu einem geistlichen Oberhaupt auf Lebenszeit. Die Erwählung durch das Domkapitel war daher durch seine Symbolkraft nahezu unumstößlich.

## Die Position des Gegenbischofs
Die Position des Gegenbischofs entstand in der Regel dadurch, dass sich eine Minderheit des Domkapitels für eine andere Person aussprach und, da es sich um keine  Entscheidung durch die Mehrheit handelte, waren letztlich beide in einer sogenannten schismatischen Wahl erwählt. Inwiefern die beiden Konkurrenten die Weihe und die Anerkennung durch den Papst erhielten, blieb dabei zunächst offen. Neben der Frage der Rechtmäßigkeit, über die z. B. die Kurie entschied, war es auch oft eine bündnispolitische Frage. Stand dem König ein Gegenkönig gegenüber oder dem Papst ein Gegenpapst oder war selbst das Amt des Bischofs des Metropoliten ungeklärt, so konnten sich unsichere Konstellationen mit Bischof und Gegenbischof innerhalb eines Bistums über Jahre hinziehen. Die Frage, wer faktisch die Macht innerhalb eines Hochstifts ausübte, spielt dabei eine nicht zu unterschätzende Rolle. Es kam vor, dass einer der Bischöfe vertrieben wurde oder sich in einem Teil des Bistums festsetzte. Dabei wurden auch kriegerische Auseinandersetzungen geführt.

## Beispiele von Gegenbischöfen

### Bistum Eichstätt
- Walbrun (1149)
- Hermann von Schillingsfürst (1232)

### Bistum Naumburg-Zeitz
- Nikolaus von Luxemburg (1349–1350)
- Nikolaus von Amsdorf (1542–1546), erster lutherischer Bischof

### Bistum Regensburg
- Heinrich III. von Stein (1340–1345)

### Bistum Würzburg
- Meinhard von Bamberg (1085–1088)
- Heinrich von Leiningen (1255–1256)
- Berthold I. von Henneberg (1267–1274)
- Hermann II. Hummel von Lichtenberg (1333–1335)